# Mateusz Kaczmarek
Mateusz Kaczmarek (ur. 19 marca 1996) – polski lekkoatleta specjalizujący się w biegach długodystansowych. Mistrz Polski seniorów w biegu na 3000 metrów z przeszkodami (Włocławek 2020).

## Rekordy życiowe
Opracowano na podstawie
| Konkurencja                        | Obiekt  | Data            | Miejsce   | Wynik   |
| ---------------------------------- | ------- | --------------- | --------- | ------- |
| bieg na 1000 metrów                | stadion | 20 czerwca 2020 | Włocławek | 2:33:59 |
| bieg na 1500 metrów                | stadion | 28 lipca 2020   | Toruń     | 3:55:4  |
| bieg na 3000 metrów                | stadion | 4 czerwca 2023  | Chorzów   | 8:21:67 |
| bieg na 3000 metrów z przeszkodami | stadion | 27 maja 2023    | Oordegem  | 8:42:24 |

## Osiągnięcia
Opracowano na podstawie
| Rok  | Impreza                | Miejsce             | Konkurencja                        | Pozycja    | Wynik   |
| ---- | ---------------------- | ------------------- | ---------------------------------- | ---------- | ------- |
| 2017 | Mistrzostwa Polski U23 | Suwałki             | bieg na 3000 metrów z przeszkodami | 1. miejsce | 9:11:76 |
| 2019 | Mistrzostwa Polski     | Radom               | bieg na 3000 metrów z przeszkodami | 4. miejsce | 9:05:48 |
| 2020 | Mistrzostwa Polski     | Włocławek           | bieg na 3000 metrów z przeszkodami | 1. miejsce | 8:57:88 |
| 2021 | Mistrzostwa Polski     | Poznań              | bieg na 3000 metrów z przeszkodami | 4. miejsce | 9:02:07 |
| 2022 | Mistrzostwa Polski     | Suwałki             | bieg na 3000 metrów z przeszkodami | 2. miejsce | 8:48:07 |
| 2023 | Mistrzostwa Polski     | Gorzów Wielkopolski | bieg na 3000 metrów z przeszkodami | 3. miejsce | 8:47:09 |